# نوئاتاک، آلاسکا
نوئاتاک (به انگلیسی: Noatak) شهری در بخش نورث‌وست آرکتیک ایالت آلاسکا است که جمعیت آن در سرشماری سال ۲۰۰۰ میلادی ۴۲۸ نفر بوده‌است.